# Prix Henri-Jeanson
Pour les articles homonymes, voir Jeanson.
La Société des auteurs et compositeurs dramatiques (SACD) remet chaque année depuis 1997 le prix Henri-Jeanson, créé à l’initiative de Claude Marcy, veuve d'Henri Jeanson (1900-1970), et avec l’aide de la fondation Paul Milliet. Ce prix récompense un auteur dont l’insolence, l’humour, la puissance dramatique perpétuent la mémoire de l'un des plus célèbres scénaristes et dialoguistes du cinéma français.

## Lauréats du prix Henri-Jeanson
- 2024 : Yolande Moreau[2]
- 2022 : Alain Chabat
- 2021 : Danièle Thompson
- 2020 : Patrice Leconte
- 2017 : Valérie Lemercier
- 2016 : Pierre Salvadori[3]
- 2015 : Xavier Giannoli[4]
- 2014 : Pierre Jolivet[5]
- 2013 : Albert Dupontel[6]
- 2012 : Jean-François Halin[7]
- 2011 : Pierre Schoeller[8]
- 2010 : Benoît Delépine et Gustave Kervern
- 2009 : Radu Mihaileanu
- 2008 : Cédric Klapisch
- 2007 : Marjane Satrapi
- 2006 : Rachid Bouchareb
- 2005 : Francis Veber
- 2004 : Jean-Loup Dabadie
- 2003 : Denys Arcand
- 2002 : Michel Blanc
- 2001 : Bertrand Blier
- 2000 : Dominik Moll et Gilles Marchand
- 1999 : Agnès Jaoui et Jean-Pierre Bacri
- 1998 : Pascal Bonitzer
- 1997 : Robert Guédiguian et Jean-Louis Milesi